# 查尔斯·安杰洛·萨瓦林

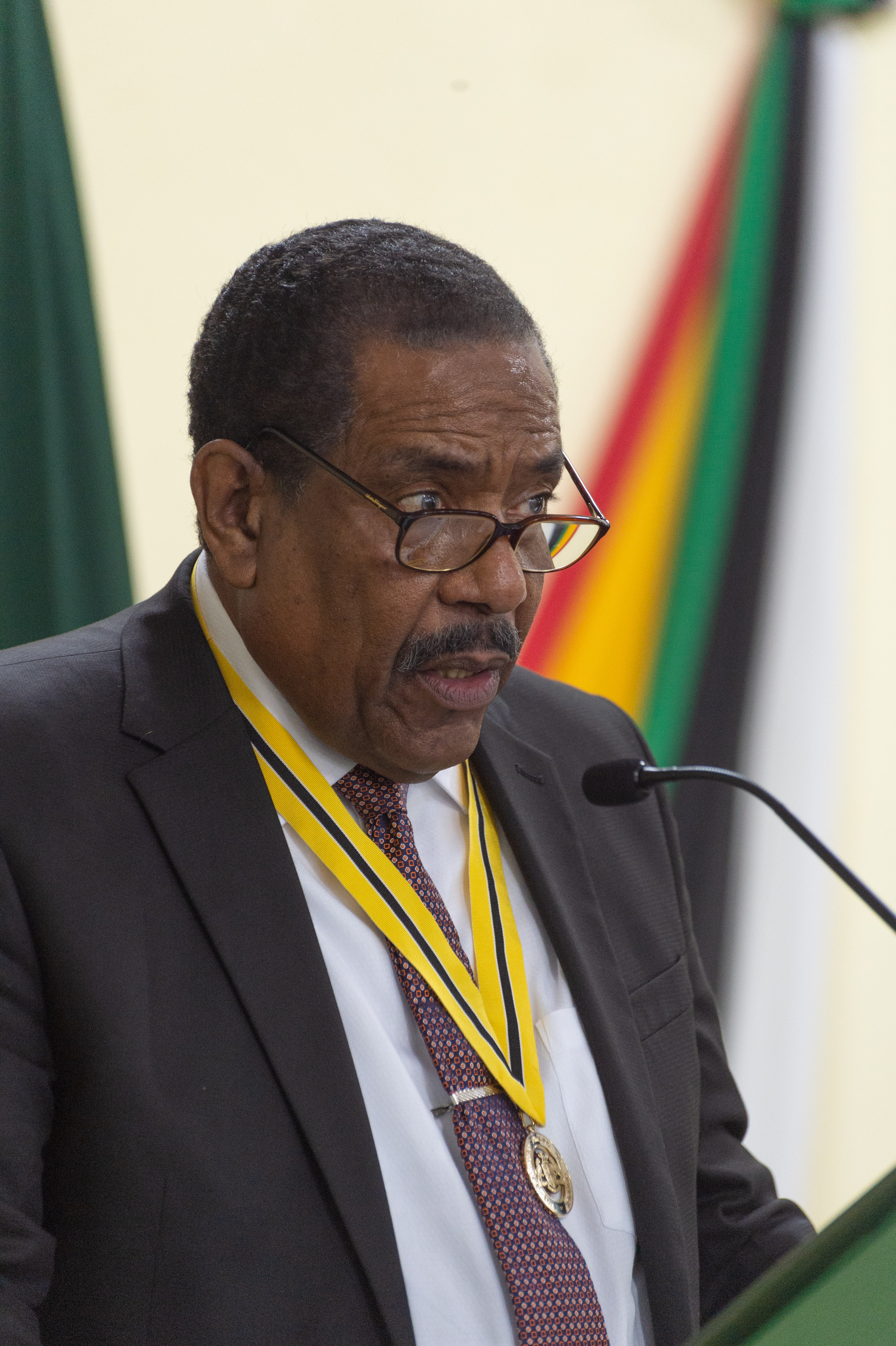
查尔斯·安杰洛·萨瓦林

查尔斯·安杰洛·萨瓦林（英語：Charles Angelo Savarin，1943年10月2日—）是多米尼克的政治家，自2013年到2023年担任多米尼克总统。他是多米尼克工党成员，曾担任国家安全、移民、劳工和公共服务部部长。

## 生平
帕特里克·约翰政府垮台后，萨瓦林被任命为救国委员会（CNS）主席。该机构由多米尼克社会各阶层的成员组成，负责监督过渡到临时政府。
萨瓦林以多米尼克自由党（DFP）的入场券参加了1980年大选，在一场四路比赛中输给了迈克·道格拉斯。萨瓦林以405票对道格拉斯的531票。
1983年，萨瓦林被任命为总理办公室无组合部长，负责贸易、工业和旅游业。
1986年，萨瓦林被任命为驻欧洲联盟大使/常驻代表。他还担任非洲/加勒比/太平洋国家香蕉问题首席大使发言人。这项任务于1993年结束，当时他回到多米尼加，成为国家发展公司（NDC）的总经理。
当尤金妮娅·查尔斯夫人决定退出政坛时，萨瓦林在多米尼克自由党领导层的角逐中输给了布莱恩·艾琳。然而，他取代了尤金尼亚夫人，成为该党在罗绍中央选区的旗手。萨瓦林在民调中获胜，以1013票对诺里斯·普雷沃的759票。1996年，布莱恩·阿莱恩辞去民主党领袖和反对党领袖的职务后，萨瓦林再次进入领导层角逐。1996年4月20日，萨瓦林在该党总理事会获得107票中的86票。他一直担任DFP领导人，直到2007年，越来越多的批评迫使他辞职。